# Las maquinarias de la alegría
Las maquinarias de la alegría (en inglés The Machineries of Joy) es una colección de cuentos del escritor estadounidense Ray Bradbury publicada en 1964.

## Contenido
| Título en inglés                            | Título en español                                   | Año  | Primera publicación                                      |
| ------------------------------------------- | --------------------------------------------------- | ---- | -------------------------------------------------------- |
| The Machineries of Joy                      | Las maquinarias de la alegría                       | 1962 | Playboy, diciembre de 1962                               |
| The One Who Waits                           | El que espera                                       | 1949 | The Arkham Sampler, verano de 1949                       |
| Tyrannosaurus Rex                           | Tyrannosaurus Rex                                   | 1962 | The Saturday Evening Post, 23 de junio de 1962           |
| The Vacation                                | Las vacaciones                                      | 1963 | Playboy, diciembre de 1963                               |
| The Drummer Boy of Shiloh                   | El tambor de Shiloh                                 | 1960 | The Saturday Evening Post, 30 de abril de 1960           |
| Boys! Raise Giant Mushrooms in Your Cellar! | ¡Muchachos! ¡Cultiven hongos gigantes en el sótano! | 1962 | Galaxy Science Fiction, octubre de 1962                  |
| Almost the End of the World                 | Casi el fin del mundo                               | 1957 | The Reporter, 26 de diciembre de 1957                    |
| Perhaps We Are Going Away                   | Tal vez nos vayamos                                 | 1962 | Topper Vintage Magazine, enero de 1962                   |
| And the Sailor, Home from the Sea           | Y el marino vuelve a casa                           | 1960 | The Saturday Evening Post, 9 de enero de 1960            |
| El Dia de Muerte                            | El día de muertos                                   | 1947 | Touchstone, otoño de 1947                                |
| The Illustrated Woman                       | La mujer ilustrada                                  | 1961 | Playboy, marzo de 1961                                   |
| Some Live Like Lazarus                      | Algunos viven como Lázaro                           | 1960 | Playboy, diciembre de 1960                               |
| A Miracle of Rare Device                    | Un milagro de rara invención                        | 1962 | Playboy, enero de 1962                                   |
| And So Died Riabouchinska                   | Así murió Riabuchinska                              | 1953 | The Saint Detective Magazine, junio/julio de 1953        |
| The Beggar on O'Connell Bridge              | El mendigo del puente de O'Connell                  | 1961 | The Saturday Evening Post, 14 de enero de 1961           |
| Death and the Maiden                        | La muerte y la doncella                             | 1960 | The Magazine of Fantasy & Science Fiction, marzo de 1960 |
| A Flight of Ravens                          | Una bandada de cuervos                              | 1952 | California Quarterly, invierno de 1952                   |
| The Best of All Possible Worlds             | El mejor de los mundos posibles                     | 1960 | Playboy, agosto de 1960                                  |
| The Life Work of Juan Díaz                  | La obra de Juan Díaz                                | 1963 | Playboy, septiembre de 1963                              |
| To the Chicago Abyss                        | Al abismo de Chicago                                | 1963 | The Magazine of Fantasy & Science Fiction, mayo de 1963  |
| The Anthem Sprinters                        | La carrera del himno                                | 1963 | Playboy, junio de 1963                                   |